# Gare de Survilliers - Fosses
La gare de Survilliers - Fosses est une gare ferroviaire française de la ligne de Paris-Nord à Lille, située dans la commune de Fosses, à proximité de Survilliers, dans le département du Val-d'Oise, en région Île-de-France.
C'est une gare de la Société nationale des chemins de fer français (SNCF), desservie par les trains de la ligne D du RER.

## Situation
La gare est desservie par les trains de la ligne D du RER. Au-delà de cette gare en direction de la Picardie, la tarification relevant d'Île-de-France Mobilités n'est pas applicable.
Les principales communes concernées par cette gare sont Fosses, Survilliers, Bellefontaine, Saint-Witz, Marly-la-Ville, Plailly (Oise), Mortefontaine (Oise) ainsi que La Chapelle-en-Serval (Oise). Cette dernière commune est reliée par une ligne d'autocars à la gare d'Orry-la-Ville - Coye, mais la gare de Survilliers - Fosses est tout aussi proche.

## Histoire
Les deux communes de Fosses et Survilliers sont desservies par la gare de Survilliers - Fosses située au km 29,655 de la ligne de Paris-Nord à Lille, ouverte le 1er juin 1859 sur son nouvel itinéraire direct entre Saint-Denis – Creil via Survilliers - Fosses. La gare est implantée sur la commune de Fosses, mais le nom de la commune de Survilliers est toutefois mentionné en premier lieu dans le nom de la gare, puisqu'à l'ouverture de la ligne, le village de Fosses fut fort éloigné de la station et ne s'en rapprocha qu'avec la construction de lotissements à partir des années 1920. Par ailleurs, la gare se nommait initialement Survilliers - Luzarches jusqu'en 1885, puis Survilliers - Morte-Fontaine jusqu'en 1926, et devint enfin Survilliers - Fosses.
À la fin de la Première Guerre mondiale, en 1917-1919, Survilliers - Fosses sert de gare de triage pour les soldats en provenance du nord (du front) et en partance vers leur lieu de permission.
Depuis la mise à quatre voies de la section Paris – Survilliers au 15 avril 1905, la gare de Survilliers - Fosses est uniquement desservie par les trains de banlieue. Ces derniers sont assurés en traction électrique depuis l'électrification Paris – Creil, devenue effective le 9 décembre 1958Trois ans et demi plus tard, en mai 1962, les voies sont quadruplées sur les 4 km manquants jusqu'à Orry-la-Ville - Coye. En même temps, Survilliers cesse d'être le terminus pour certains trains de la relation de Paris-Nord à Survilliers - Fosses, à la suite de l'implantation d'un nouveau terminus intermédiaire à Orry-la-Ville - Coye. Ensuite, la situation reste inchangée jusqu'en septembre 1990, qui voit la première phase de la mise en service de la ligne D du RER en lieu et place des trains de banlieue classiques. Dès lors, les trains ne sont plus limités à la gare du Nord, mais desservent également la gare de Châtelet - Les Halles, et, depuis le 24 septembre 1995, sont interconnectés avec la banlieue sud-est.

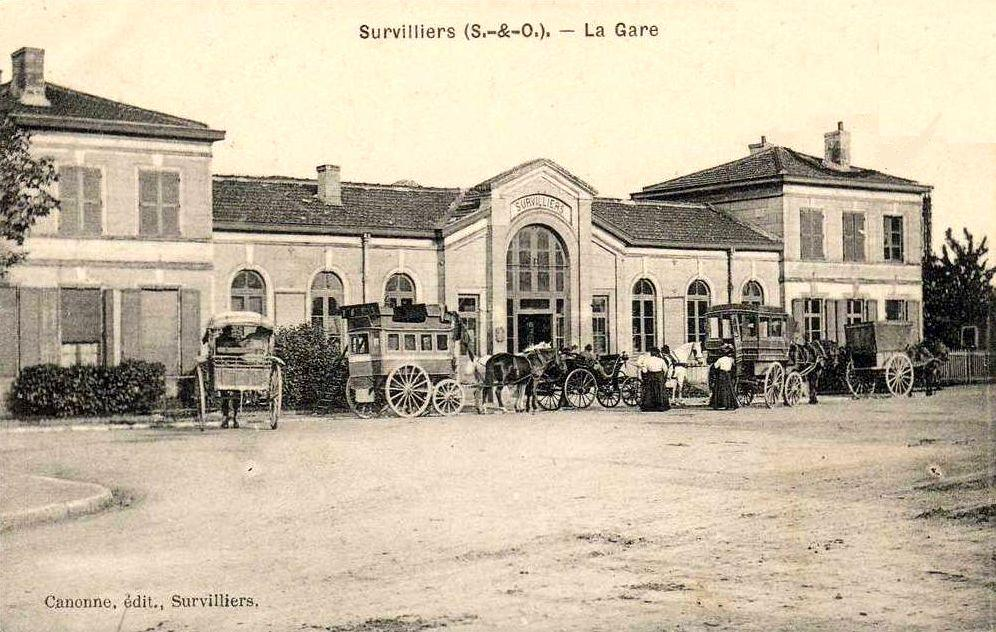
Place de la gare vers 1890, avec des omnibus à cheval pour Mortefontaine (à gauche) et La Chapelle-en-Serval.

La gare de Survilliers - Fosses propose des correspondances par des lignes routières dès son inauguration. Trois lignes d'omnibus hippomobiles desservaient :
- le centre de Survilliers, Plailly et Mortefontaine (cette dernière commune n'est plus desservie par les transports en commun depuis l'automne 2005, quand le terminus de la ligne 29 — devenue R2 — fut reporté à Plailly) ;
- La Chapelle-en-Serval, désormais relié par une autre ligne à la gare d'Orry-la-Ville - Coye ;
- le village de Fosses, Bellefontaine et Luzarches[2], première ligne bénéficiant d'autobus avant la Première Guerre mondiale, sur la relation Survilliers – Beaumont-sur-Oise[4].

Les autres communes mentionnées sont toujours reliées à la gare de Survilliers - Fosses par des lignes d'autobus d'Île-de-France.
Le bâtiment voyageurs a été profondément rénové en 2008 ; l'« espace accueil » a été réaménagé et agrandi à cette occasion, afin de permettre à tous les voyageurs d'attendre le train à l'intérieur du bâtiment. Le contrôle automatique des billets à l'entrée des quais a concomitamment été instauré, la sortie n'étant quant à elle pas soumise à ce contrôle.
En 2019, la SNCF estime la fréquentation annuelle de la gare à 2 126 297 voyageurs, contre 2 119 565 en 2018.

### Ligne Roissy – Picardie
La ligne Roissy – Picardie, en construction, est un barreau entre Vémars et Survilliers - Fosses, afin de permettre des services directs (TER et TGV) entre la Picardie et l'aéroport de Roissy-Charles-de-Gaulle (gare TGV, située sur la LGV Interconnexion Est).
Dans ce cadre, la gare va être équipée de deux quais supplémentaires (et d'une nouvelle passerelle) afin d'accueillir les trains du réseau TER Hauts-de-France.

## Service des voyageurs

### Accueil
La gare dispose d’un guichet Transilien ouvert du lundi au vendredi : de 6 h 15 à 12 h 30, de 13 h 30 à 20 h 30 .
Deux distributeurs automatiques Transilien sont disponibles : un à l’intérieur et un à l’extérieur. Ces distributeurs ne proposent que des billets à destination des gares d’Île-de-France, ainsi que la recharge de la carte Navigo.
La gare est équipée d'un système de vidéosurveillance, sur les quais et la gare routière attenante.
Depuis 2010, la ville de Fosses organise un marché sur la place de la gare, les mercredis après-midi et les jeudis, afin de permettre aux voyageurs de faire plus facilement leurs courses. Un café-tabac, une pizzeria, une boulangerie-pâtisserie, une pharmacie et plusieurs banques, ainsi que quelques autres commerces, se trouvent dans les environs immédiats de la gare.

### Desserte

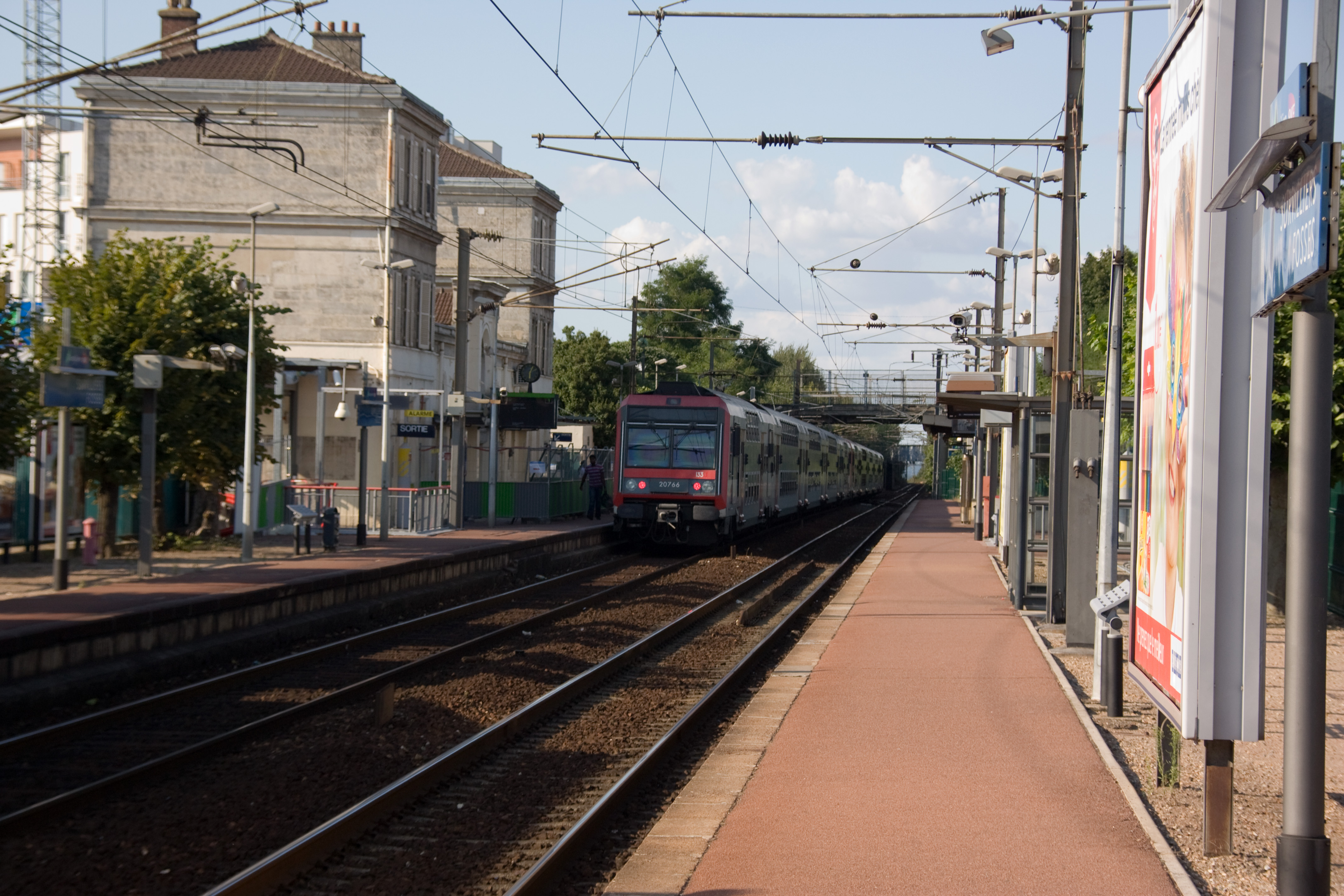
Rame Z 20500 quittant la gare voie 1 en direction d'Orry-la-Ville - Coye
(code mission HIVA).

La gare est uniquement desservie par les trains de la ligne D du RER. Ces trains circulent sur la relation entre Orry-la-Ville - Coye et Corbeil-Essonnes. Au lieu d’Orry-la-Ville - Coye, certains trains ont comme origine ou terminus Creil, mais, le plus souvent, un changement en gare d’Orry est nécessaire pour les déplacements entre le sud de l’Oise et le Val-d'Oise.
Survilliers - Fosses est desservie tous les quarts d'heure aux heures de pointe, et toutes les demi-heures aux heures creuses ainsi que pendant le week-end. Les trains mettent 35 min pour atteindre la gare de Paris-Nord et 39 min pour atteindre la gare de Châtelet - Les Halles. Ils sont tous omnibus. Le premier départ en direction de Paris a lieu tous les jours à 5 h 3, le dernier à 23 h 53.
La tarification est celle relevant d'Île-de-France Mobilités pour les trajets intérieurs à l'Île-de-France. Toutefois, des tickets à l'unité sans limitation de validité, ainsi que des carnets de dix tickets, sont proposés pour les gares jusqu'à Creil, dans le département de l'Oise.

### Intermodalité
La gare est desservie par :
- le réseau de bus Roissy Ouest, avec les lignes régulières 95.01, R1, R2, R3 et R9, les lignes à vocation scolaire R104, R108, R114 et R121 et, en soirée, la ligne Soirée Survilliers-Fosses ;
- le service Filéo Survilliers ;
- la nuit, par la ligne N146 du réseau Noctilien ;
- la navette du personnel du parc Astérix (les jours de son ouverture).

Les arrêts de l'ensemble des lignes de bus en correspondance se trouvent dans la gare routière face à la gare (sur la place Jean-Moulin).
La correspondance train → bus est garantie (depuis le 2 janvier 2009) pour les lignes régulières : le dernier bus attend le RER jusqu'à 20 min en cas de retard.
Des taxis sont disponibles, uniquement s'ils ont préalablement été commandés par téléphone.
Le parc relais de la gare est éloigné de 250 m environ ; il est situé au nord, sur la D 922 près du rond-point. Il dispose de 250 places de stationnement environ, gratuites pendant toute l’année. À proximité immédiate de la gare, seules quelques places de stationnement à durée limitée, avec disque de zone bleue, sont disponibles.

## Service des marchandises
Avec Goussainville, Survilliers - Fosses est la dernière gare à desserte fret le long de la ligne D du RER, au nord de Paris. Cette desserte, très importante avec plusieurs mouvements de trains par jour ouvrable (mais avec des fluctuations saisonnières), porte sur des trains complets en provenance et à destination des installations terminales embranchées de la zone industrielle de Moimont, implantée à Fosses et Marly-la-Ville. Sont transportés notamment des automobiles neuves et des produits électroménagers. Un locotracteur est ainsi affecté en permanence à cette gare.